# Anton Konrath
Anton Konrath (Innsbruck, 1888 - 1981) fue un compositor y director de orquesta austríaco.

## Biografía
Desde el 1913 fue director de la Wiener Tonkünstler-Orchester. También se distinguió, como compositor, escribiendo notables lieder y la sinfonía en cuatro tiempos Entfesseltem Prometheus, inspirada en la obra Frankenstein o el moderno Prometeo de Mary Shelley.
Su esposa, Helene Konrath, fue una notable soprano que desde 1922 perteneció al cuadro de artistas de la Ópera Nacional de Viena.